# 1888 في فنزويلا
فيما يلي قوائم الأحداث التي وقعت خلال عام 1888 في فنزويلا.

## سياسة

### انتهاء فترة المنصب
- 2 يوليو – هيرموجينيس لوبيز رئيس فنزويلا.

## مواليد

### يناير
- 1 يناير – فرجينيا بيريرا ألفاريز عالمة وطبيبة فينزويلية.

### أكتوبر
- 24 أكتوبر – تيريزا لوبيز بوستامينت صحفية فنزويلية.

## وفيات

### نوفمبر
- 13 نوفمبر – خوسيه ماريا دياز (مواليد 1813)